# 한국뇌성마비복지회
한국뇌성마비복지회는 1978년에 설립된 보건복지부 산하 장애인 대표 단체이자 사단법인이다. 소재지는 서울특별시 영등포구 영신로40길 16 에 위치하고 있다.